# Ocrisiona cinerea
Ocrisiona cinerea là một loài nhện trong họ Salticidae.
Loài này thuộc chi Ocrisiona. Ocrisiona cinerea được Ludwig Carl Christian Koch miêu tả năm 1879.